# Église Notre-Dame-de-Lourdes de Mianyang
L'église Notre-Dame-de-Lourdes de Mianyang (chinois traditionnel : 露德聖母堂 ; chinois simplifié : 露德圣母堂 ; pinyin : Lùdé shèngmǔ táng ; Wade : Lu-tê shêng-mu tʽang ; romanisation sichuanaise : Lu-te shen-mu tʽang), aussi connue sous le nom de Notre-Dame—Chapelle de Lourdes (anglais : Our Lady—Chapel of Lourdes), est une église catholique de Mianyang, située dans la rue Yuquan, au pied du parc de la colline ouest dans le district de Fucheng. Marie Zhang Yimei, une religieuse résidente, est chargée des affaires quotidiennes de l'église,.

## Architecture

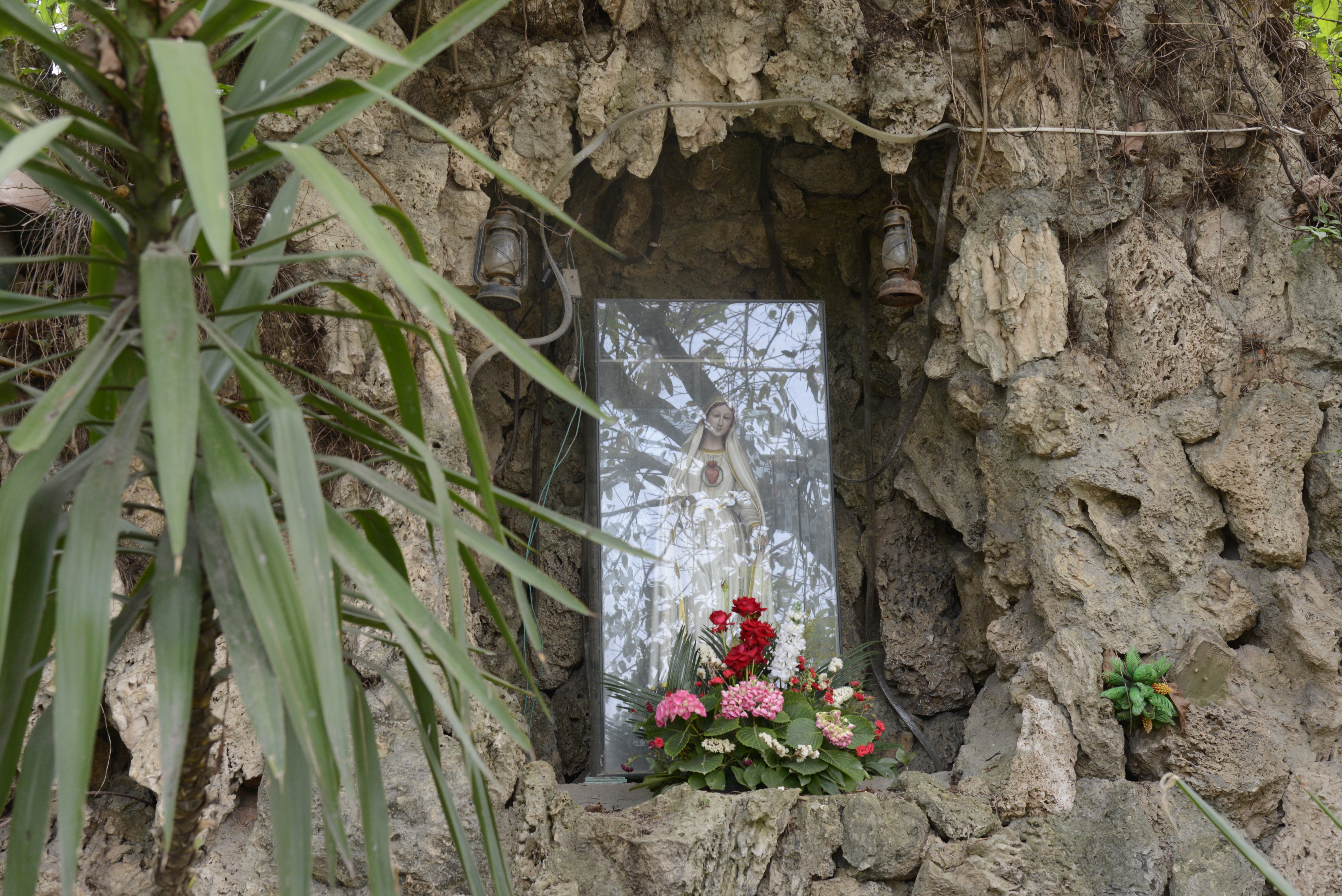
Statue du Cœur immaculé de Marie dans la grotte.

Notre-Dame-de-Lourdes est une humble église construite dans le style néogothique avec des briques blanches. À l'intérieur, elle se compose d'une nef et de deux collatéraux de chaque côté. Les murs intérieurs sont simplement blanchis à la chaux. Derrière l'autel se trouve une statue blanche de la Vierge Marie avec un nimbe orange placée dans une niche. Une grotte de Lourdes se trouve dans la cour de l'église, mais curieusement, la statue, à l'intérieur de la grotte, représente le Cœur immaculé de Marie, réalisée selon la description de Lucie dos Santos.

## Activités de l'église
Un cours de formation pédagogique est organisé dans l'église chaque été, destiné aux enfants et adolescents entre 7 et 18 ans ; aussi bien que quelques cours de formation missionnaire étant occasionnellement conduits par l'église. Des enseignants de Hong Kong ont également été invités à donner des cours sur le mariage, la famille et l'éducation des enfants.
Lors du séisme de 2008 au Sichuan, un transport de céréales et d'huile a été effectué par le curé Zhong Cheng, avec Marie Zhang Yimei, l'autre religieuse résidente Zhan Dengju, et plusieurs volontaires catholiques. Avec trois voitures et un camion, ils ont traversé des postes de contrôle militaires et policiers et ont atteint la zone bloquée du xian de Beichuan pour aider les victimes,.

## Galerie

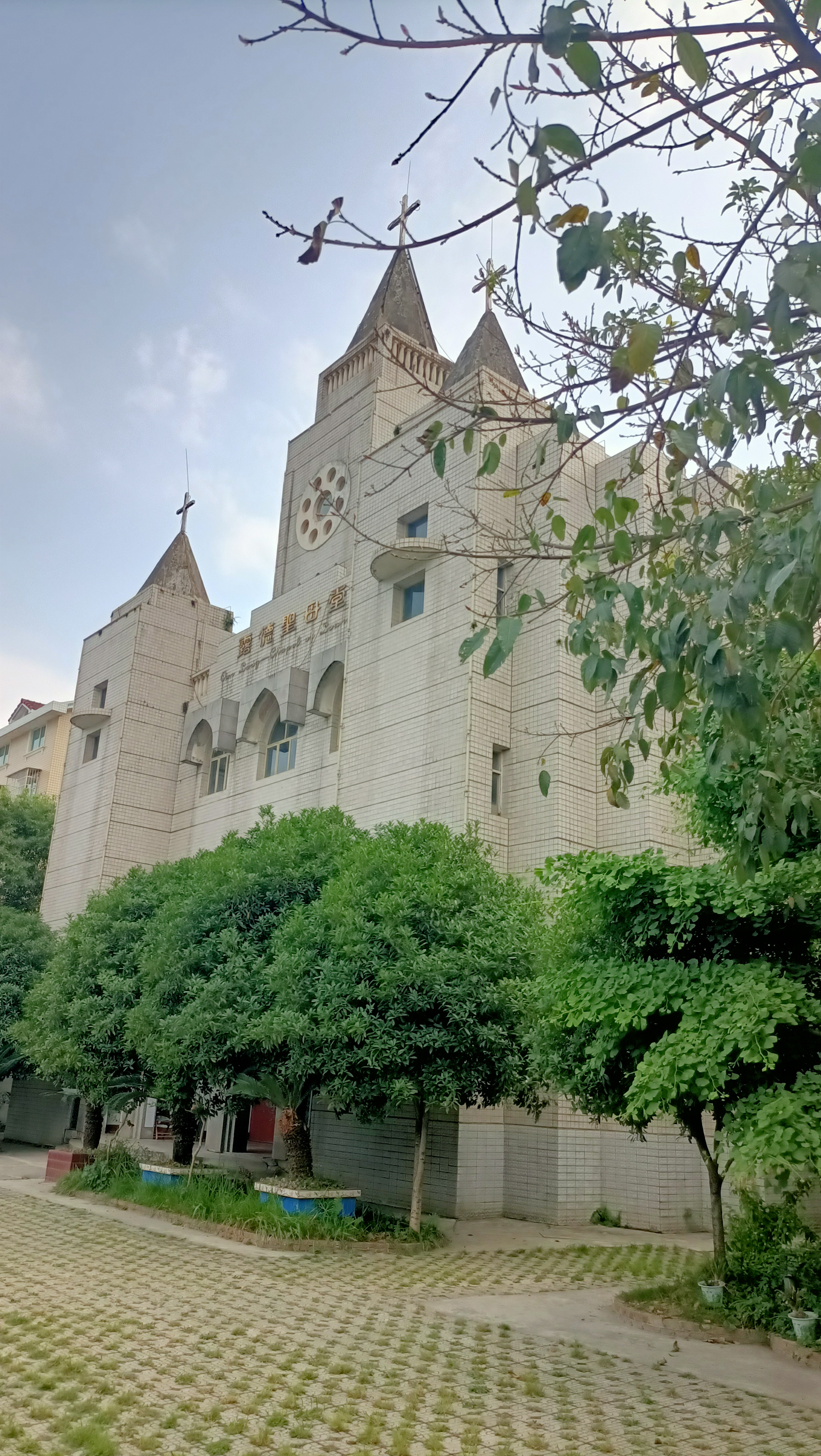
Extérieur de l'église
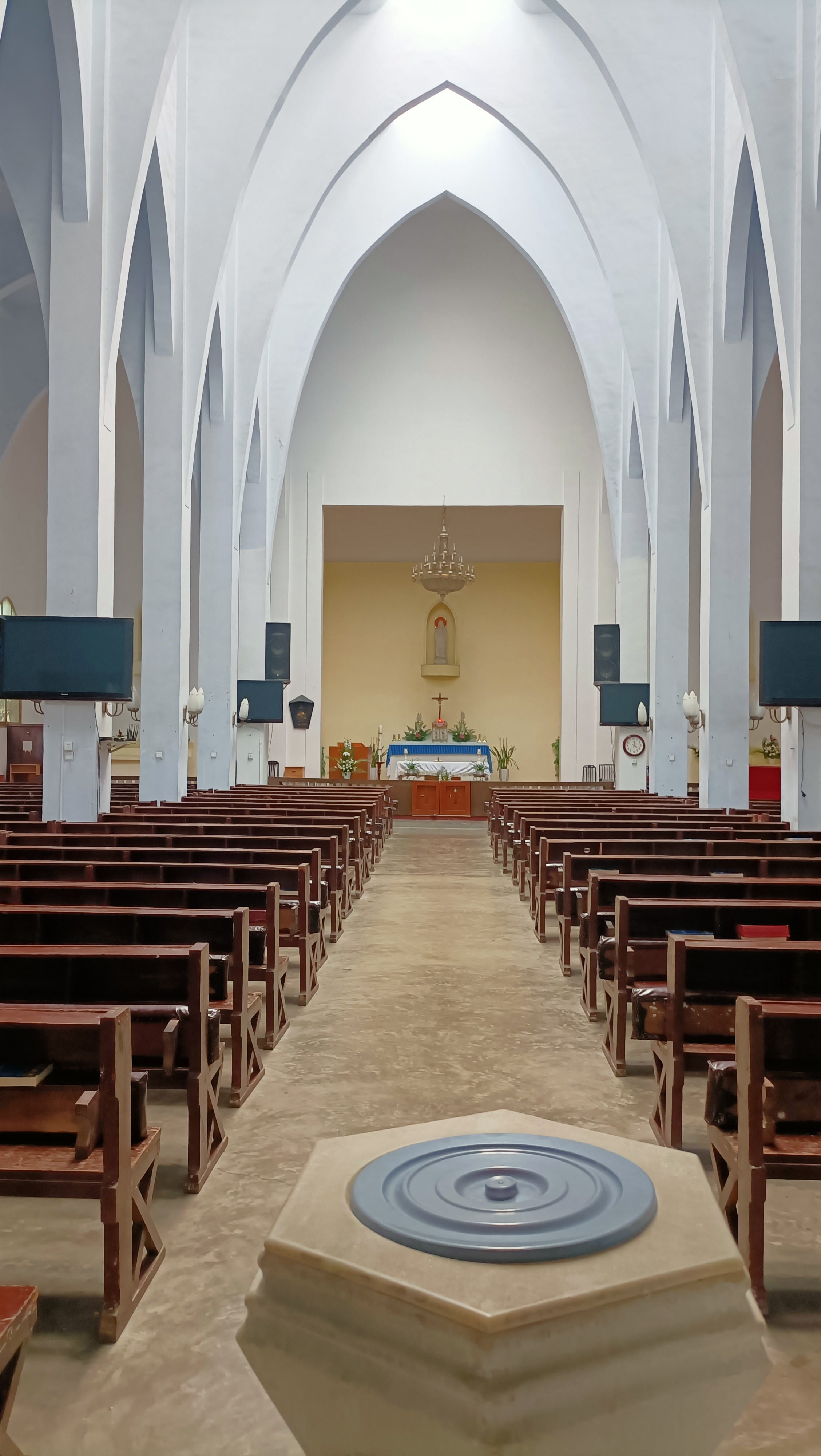
Intérieur de l'église
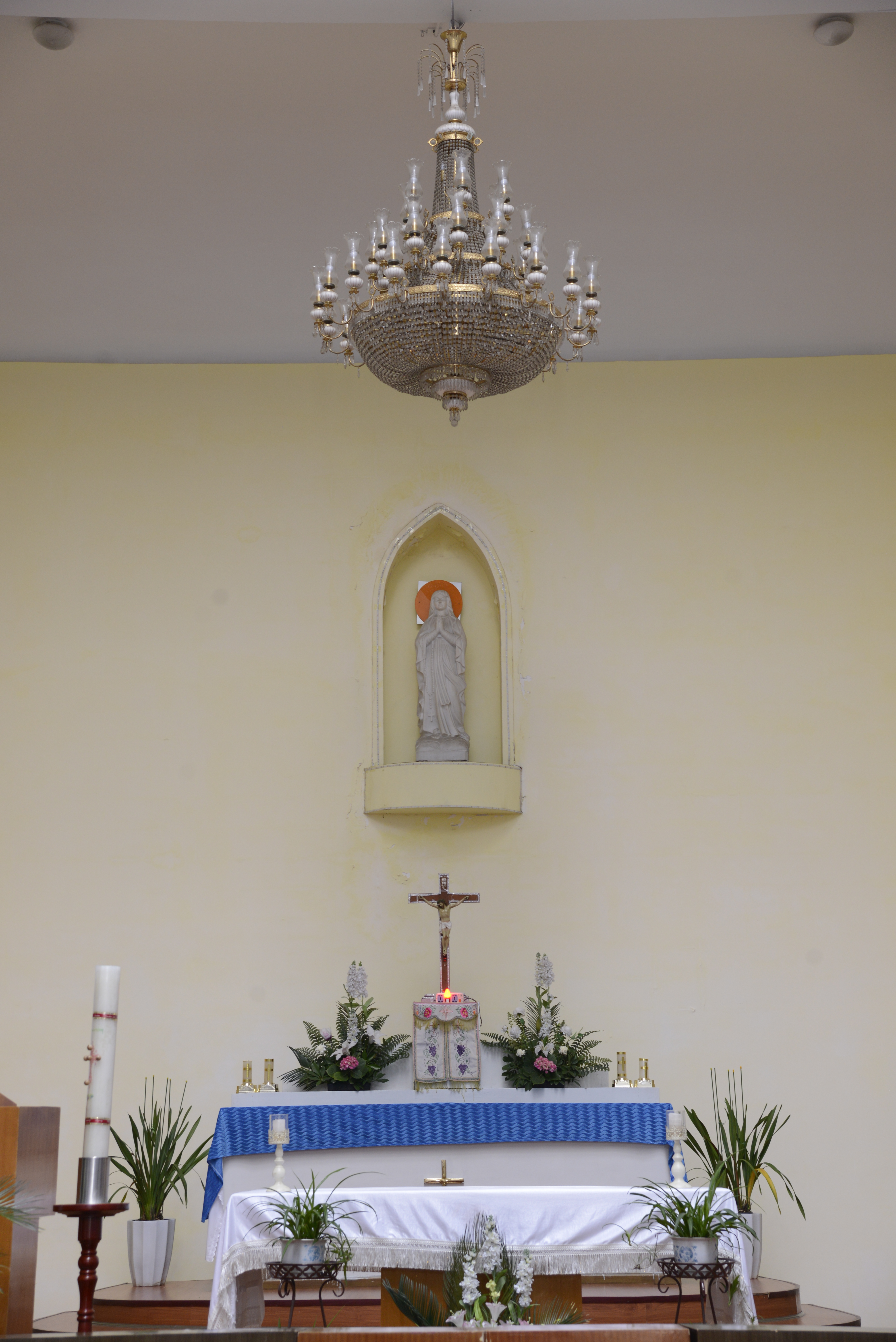
Maître-autel